# Ivan Radeljić
Ivan Radeljić (født 14. september 1980) er en tidligere bosnisk fodboldspiller.

## Bosnien-Hercegovinas fodboldlandshold
| Bosnien-Herzegovinas landshold | Bosnien-Herzegovinas landshold | Bosnien-Herzegovinas landshold |
| År                             | Kmp                            | Mål                            |
| ------------------------------ | ------------------------------ | ------------------------------ |
| 2007                           | 6                              | 0                              |
| 2008                           | 3                              | 0                              |
| 2009                           | 1                              | 0                              |
| Total                          | 10                             | 0                              |